# Rodwell Munyenyembe
Rodwell Thomas Changara Munyenyembe, född 1936, död juni 2005, var en ledamot i Panafrikanska parlamentet, från Malawi. Han var även talman för Malawi fram till sin död.